# Vakhtang Abdaladze

a Compétitions nationales et continentales officielles uniquement.

b Matchs officiels uniquement.
Dernière mise à jour le 5 janvier 2025.
Vakhtang Abdaladze (en géorgien : ვახ აბდალაძე), né le 6 février 1996 à Koutaïssi (Géorgie), est un joueur international géorgien de rugby à XV évoluant au poste de pilier avec le CA Brive.

## Biographie

### Jeunesse et formation
Né à Koutaïssi, en Géorgie, Vakhtang Abdaladze déménage en Irlande avec sa famille à l’âge de 5 ans, où ils se sont installés dans la banlieue de Blanchardstown à Dublin. Il est intéressé par le football pendant la majeure partie de son enfance, mais par la suite il commence à jouer au rugby à XV pour le Coolmine RFC à l’âge de 12 ans et joue à l’origine au poste de centre. Son père Nick l’a entraîné en catégorie des moins de 17 ans à Coolmine, lui-même ayant joué troisième ligne centre pour l’équipe de Géorgie de rugby à XV.
Par la suite, il rejoint le Clontarf Football Club où ses entraîneurs l'ont converti à sa position actuelle de pilier, remarquant qu’il avait les attributs physiques nécessaires pour jouer dans la première ligne. À l'âge de 22 ans, il rejoint l'académie du Leinster. Diplômé d'études commerciales à l'université de la ville de Dublin, Vakhtang Abdaladze connaît plusieurs blessures, freinant sa progression avec le Leinster. Durant sa convalescence, il a développé son entreprise d’imports de vin géorgien « Taste of Georgia » qu’il a co-fondée en 2017,.

### En club
Vakhtang Abdaladze joue son premier match avec le Leinster le 2 décembre 2017 face au Benetton Trévise en entrant en jeu à la 70e minute à la place d'Andrew Porter.  Il inscrit son premier essai la même saison le 7 avril 2018 face au Zebre.
Entre 2017 et 2023, Vakhtang Abdaladze a disputé six saisons avec le Leinster Rugby et joué 27 matchs, toutes compétitions confondues, inscrivant 3 essais. Il a remporté le Pro 14 à trois reprises en 2018, 2019 et 2020[réf. nécessaire].
En juin 2023, il rejoint la Pro D2 en s'engageant avec le CA Brive Corrèze pour deux saisons, jusqu'en juin 2025.

### En équipe nationale
En 2016, Vakhtang Abdaladze dispute le Championnat du monde junior avec l'équipe d'Irlande des moins de 20 ans et participe notamment à la victoire de son équipe face aux Baby Blacks en phase de poule.
Par la suite, il obtient sa première sélection avec l'équipe de Géorgie le 6 novembre 2022 face à l'équipe d'Uruguay. Par la suite, il dispute 2 matchs du Rugby Europe Championship 2023.

## Statistiques

### En club
| Saison                    | Club                      | Championnat                | Championnat | Championnat | Compétitions de l'EPCR                               | Compétitions de l'EPCR                               | Compétitions de l'EPCR                               |
| Saison                    | Club                      | Compétition                | Matchs      | Essais      | Compétition                                          | Matchs                                               | Essais                                               |
| ------------------------- | ------------------------- | -------------------------- | ----------- | ----------- | ---------------------------------------------------- | ---------------------------------------------------- | ---------------------------------------------------- |
| 2017-2018                 | Leinster Rugby            | Pro 14                     | 2           | 1           | Coupe d'Europe                                       | -                                                    | -                                                    |
| 2018-2019                 | Leinster Rugby            | Pro 14                     | 5           | -           | Coupe d'Europe                                       | -                                                    | -                                                    |
| 2019-2020                 | Leinster Rugby            | Pro 14                     | 4           | -           | Coupe d'Europe                                       | -                                                    | -                                                    |
| 2020-2021                 | Leinster Rugby            | Pro14 Rainbow Cup          | 1           | -           | Coupe d'Europe                                       | -                                                    | -                                                    |
| 2021-2022                 | Leinster Rugby            | United Rugby Championship  | 4           | 1           | Coupe d'Europe                                       | 1                                                    | -                                                    |
| 2022-2023                 | Leinster Rugby            | United Rugby Championship  | 10          | 1           | Champions Cup                                        | -                                                    | -                                                    |
| Sous total Leinster Rugby | Sous total Leinster Rugby | Pro 14 / Rainbow Cup / URC | 26          | 3           | Coupe d'Europe/Champions Cup                         | 1                                                    | -                                                    |
| 2023-2024                 | CA Brive                  | Pro D2                     | 15          | 2           | Pas de qualification pour les compétitions de l'EPCR | Pas de qualification pour les compétitions de l'EPCR | Pas de qualification pour les compétitions de l'EPCR |
| 2024-2025                 | CA Brive                  | Pro D2                     | 5           | -           | Pas de qualification pour les compétitions de l'EPCR | Pas de qualification pour les compétitions de l'EPCR | Pas de qualification pour les compétitions de l'EPCR |
| Sous total CA Brive       | Sous total CA Brive       | Pro D2                     | 20          | 2           | -                                                    | -                                                    | -                                                    |

*Le Pro 14 change de nom en 2021 pour devenir l'United Rugby Championship.

### En équipe nationale
| Année | Compétition               | Matchs | Points | Essais |
| ----- | ------------------------- | ------ | ------ | ------ |
| 2022  | Test matchs               | 1      | 0      | 0      |
| 2023  | Rugby Europe Championship | 2      | 0      | 0      |
| Total | Total                     | 3      | 0      | 0      |

## Palmarès

### En club
- Vainqueur du Pro14 en 2018, 2019 et 2020 avec le Leinster.
- Finaliste de la British and Irish Cup en 2018 avec le Leinster A.

### En équipe nationale
- Finaliste du Championnat du monde junior en 2016 avec équipe d'Irlande des moins de 20 ans.
- Vainqueur du Rugby Europe Championship en 2023 avec l'équipe de Géorgie.